# Сєрков Пилип Миколайович
Пили́п Микола́йович Сєрков (9 жовтня 1908, село Форпост (Фарпост) Смоленської губернії — зараз Шумяцького району — 1 серпня 2011, Київ) — український фізіолог, професор, академік АН УРСР, 1978 — лауреат Державної премії УРСР, 2000 — лауреат Державної премії України, лауреат іменних премій імені І. М. Сєченова та О. О. Богомольця. Заслужений діяч науки України, нагороджений орденами князя Ярослава Мудрого V ступеня, «Знак пошани», «За заслуги» ІІІ ступеня, двома орденами Трудового прапора.
Є автором праць з електричної активності головного мозку, морфології і фізіології вищих відділів слухової системи, фізіології скелетних м'язів.
Першим зареєстрував внутріклітинні електричні потенціали нейронів слухової кори.

## Біографія
Народився на Смоленщині в незаможній селянській сім'ї, мав троє братів. Після закінчення школи в Шумячах з 1926 по 1931 рік навчався в Смоленському медичному інституті — мати після смерті їхнього батька поклала всі зусилля на освіту дітей — всі брати здобули вищу освіту.
З другого курсу навчання в Смоленському інституті займався дослідженням під керівництвом фізіолога Данила Воронцова — вивчали гальмування в нейронах спинного мозку.
Після закінчення інституту працював практичним лікарем — головний лікар лікарні в Ізносковському районі, потім лікар-червоноармієць. В 1932 році вступив до аспірантури — при кафедрі фізіології тварин і людини Казанського університету, займався нервово-м'язовою фізіологією під керівництвом Воронцова, який тоді очолював цю кафедру в Казані.
1935 року після закінчення аспірантури переїжджає до Києва, працює асистентом кафедри нормальної фізіології Київського медичного інституту під керівництвом Воронцова.
Того ж року був делегатом XXV Міжнародного конгресу у Ленінграді, де познайомився з Г. Като, І. П. Павловим, Ч. Шеррінгтоном.
1937 року захистив кандидатську дисертацію — «Електрофізіологічні дослідження процесів збудження, гальмування та скорочення м'язів ракоподібних».
Розробив оригінальну методику, котра надавала змогу визначити тривалість абсолютного й відносного рефрактерного періоду — після одного чи кількох стимулів, що наносилися з різними інтервалами. Результат дослідів зумовив прогрес в інтерпретуванні феномена «песимуму Введенського», у травні 1941 року узагальнив результати досліджень в докторській дисертації «Фізіологія ізольованого м'язового волокна».
В часі німецько-радянської війни як лікар брав участь у боях, потрапив у полон, йому вдалося звільнитися, проживав на окупованій території. Під час окупації врятував Данила Воронцова від голодної смерті в Києві.
Після вигнання нацистів з території, де він проживав, працював лікарем фронтового госпіталю.
Протягом 1944–1953 років очолював кафедру нормальної фізіології Вінницького медичного інституту, одночасно заступником директора інституту — з навчальної та наукової роботи; при кафедрі нормальної фізіології організував електрофізіологічну лабораторію.
З 1953 по 1966 рік очолював кафедру нормальної фізіології Одеського медичного інституту та був проректором з наукової роботи, тут також при кафедрі нормальної фізіології організував електрофізіологічну лабораторію. Разом із співробітниками В. В. Русєвим і Русланом Макулькіним проаналізував роль сенсорних систем та окремих структур головного мозку в формуванні α- ритму та реакції десинхронізації.
З 1966 до 1988 року завідував відділом електрофізіології нервової системи в Інституті фізіології ім. О. О. Богомольця АН УРСР, який згодом було реорганізовано у відділ фізіології головного мозку.
В 1979–1997 роках був головним редактором «Фізіологічного журналу».
1982 року книга, написана у співпраці з Валерієм Казаковим — «Нейрофізіологія таламуса», відмічена премією ім. О. О. Богомольця АН УРСР.
Багаторічна праця колективу під його керівництвом узагальнена в монографії «Коркове гальмування».
За цикл праць «Нейронні та синаптичні механізми гальмування в корі головного мозку» йому присуджено премію ім. І. М. Сєченова АН СРСР.
9 жовтня 2008 року в Академії наук України під головуванням президента НАН України академіка Патона відбулось вшанування столітнього ювіляра. Присутніх вразила промова ювіляра — за останні роки він практично осліп, але читав свою доповідь без допомоги, використовуючи тільки свою пам'ять. 16 жовтня того ж року Сєрков прочитав лекцію і в Інституті фізіології.
2008 року на честь Пилипа Сєркова названа одна з вулиць Києва.

## Наукова діяльність
Досліджував фізіологію м'язових волокон, розробив оригінальну методику ізоляції окремих м'язових волокон жаби, їх електричного подразнення й оптичної реєстрації скорочення.
Сєрков першим довів існування різних типів м'язових волокон — товстих тетанічних, що реагують за законом «все або нічого», та тонких тонічних, інтенсивність збудження та скорочення яких залежить від сили подразнення.
В цьому часі у колективі досліджував гальмування в аналізі та переробці звукових сигналів, результати було узагальнено у монографії «Електрофізіологія вищих відділів слухової системи». Ці комплексні дослідження 1978 року були відзначені Державною премією СРСР.
Загалом його перу належить понад 250 наукових праць, з них п'ять монографій.
Підготував 16 докторів і 64 кандидати наук, зокрема — професора В. М. Казакова, та ректора Вінницького національного медичного університету ім. М. І. Пирогова, Героя України, члена-кореспондента АМН України В. М. Мороза.